# Dance, Dance, Dance
Dance, Dance, Dance är en poplåt av The Beach Boys som skrevs av gruppmedlemmarna Brian Wilson, Carl Wilson och Mike Love. Låten utgavs som singel av skivbolaget Capitol Records i oktober 1964 med låten "The Warmth of the Sun" som b-sida. 1965 togs den med på studioalbumet The Beach Boys Today! Det var en av de första Beach Boys-låtarna där Carl Wilson bidrog till kompositionen, främst med gitarriffet och ett solo.

## Listplaceringar
| Lista (1964-1965) | Position              |
| ----------------- | --------------------- |
| Kanada            | 7 (RPM)               |
| Storbritannien    | 24                    |
| Sverige           | 13 (Kvällstoppen)     |
| Sverige           | 6 (Tio i topp)        |
| USA               | 8 (Billboard Hot 100) |